# ソルビン酸ナトリウム
ソルビン酸ナトリウム(Sodium sorbate)は、ソルビン酸のナトリウム塩である。化学式は、NaC6H7O2で、系統名はナトリウム(E,E)-ヘキサ-2,4-ジエン酸である。
E番号がE201の食品添加物であり、防腐剤として使用されるが、ソルビン酸カリウム、ソルビン酸カルシウムと異なり日本の食品衛生法に基づく指定添加物には定められていない。ソルビン酸溶液を使用する際に、中和反応によりソルビン酸ナトリウムが生じるが、FAO/WHO合同食品添加物専門家会議（JECFA）では新たな毒性の懸念はないとしている。